# گالاتیا (استان روم)

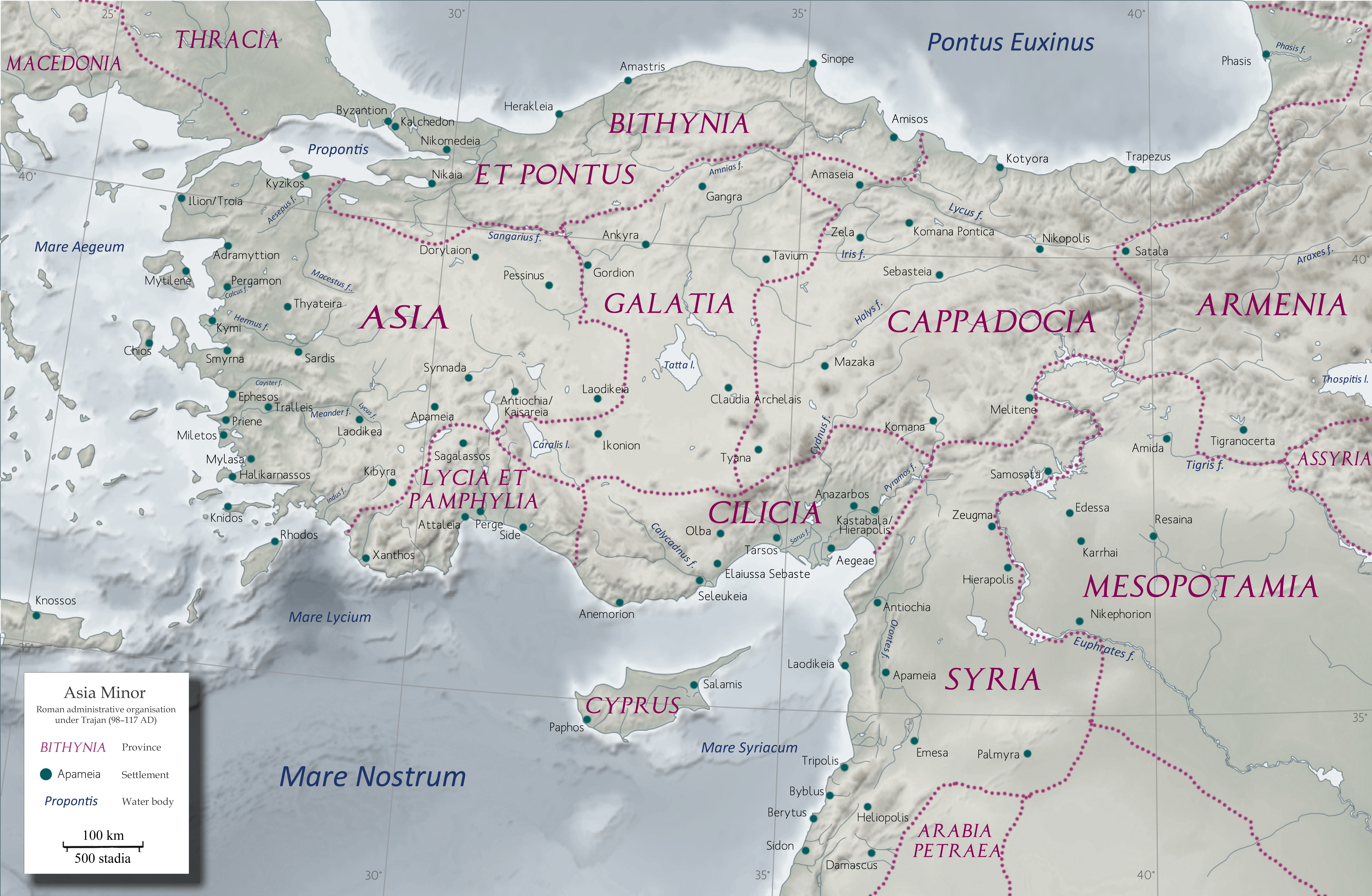
استان‌های رومی آسیای صغیر تحت فرمان تراژان، از جمله غلاطیه

گالاتیا ( ‎/ɡəˈleɪʃə/‎ ) نام یک استان از امپراتوری روم در آناتولی (مرکز ترکیه امروزی) بود. این شهر توسط اولین امپراتور، آگوستوس (حکومت انحصاری ۳۰ قبل از میلاد - ۱۴ پس از میلاد)، در ۲۵ قبل از میلاد تأسیس شد، و بیشتر غلاطیا سلتیک مستقل سابق را تحت پوشش قرار داد و پایتخت آن آنسیرا بود.
تحت اصلاحات تترارشی دیوکلتیان، بخش‌های شمالی و جنوبی آن به ترتیب تقسیم شد و بخش جنوبی استان پافلاگونیا و استان لیکاونیا را تشکیل دادند.